# ووندر بوي إن مانستر لاند
ووندر بوي إن مانستر لاند، هي لعبة فيديو يابانية من نوع مغامرات، تم عرضها في صالات الأركيد سنة 1987، ثم صدرت في بقية المنصات عام 1988، ومنها سيجا ماستر سيستم وغيرها.